# Гајарине
Гајарине (итал. Gaiarine) је насеље у Италији у округу Тревизо, региону Венето.
Према процени из 2011. у насељу је живело 1892 становника. Насеље се налази на надморској висини од 19 м.

## Становништво
| 1951. | 1961. | 1971. | 1981. | 1991. | 2001. | 2011. |
| ----- | ----- | ----- | ----- | ----- | ----- | ----- |
| 6.213 | 5.880 | 5.977 | 6.225 | 6.276 | 6.161 | 6.136 |